# Los Alcarrizos
Los Alcarrizos è un comune della Repubblica Dominicana di 199.611 abitanti, situato nella Provincia di Santo Domingo. Comprende, oltre al capoluogo, due distretti municipali: Palmarejo-Villa Linda e Pantoja.